# Joe D'Amato
Pour les articles homonymes, voir D'Amato.
Aristide Massaccesi, connu sous le pseudonyme Joe D'Amato, né le 15 décembre 1936 à Rome et mort le 23 janvier 1999 dans la même ville, est un réalisateur, directeur de la photographie, cadreur et scénariste italien, auteur de nombreux films d'horreur ou pornographiques.
D'Amato est généralement considéré comme le cinéaste italien le plus prolifique de tous les temps, avec plus de 200 films réalisés, produits et photographiés.

## Biographie
Cinéaste commercial, Joe D'Amato produit des films de série B dans les genres à la mode du moment. Il tourne quelques westerns spaghetti au début des années 1970, puis réalise au tournant de la décennie des films d'horreur résolument provocants et outranciers, ainsi qu'un diptyque, Ator, dans le genre Heroic fantasy.
Mais l'érotisme restera le fil rouge de sa carrière. Il réalise des films légers, dans lesquels il fait notamment tourner Laura Gemser, Paola Senatore ou Lilli Carati. Il est le premier réalisateur à introduire des scènes hardcore dans le cinéma italien (Emanuelle in America, 1977 ou Immagini di un convento, 1979). Le début des années 1980 marque son passage au porno avec sa série de films tropicaux pour lesquels il retrouve Laura Gemser, Dirce Funari et George Eastman, son ami et scénariste. Il découvre Annj Goren, Lucía Ramírez et Mark Shannon qui assurent les scènes de sexe. Les quinze dernières années de sa carrière seront consacrées à la réalisation de films X avec des vedettes du genre comme Selen ou Kelly Trump.
Il meurt à Rome d'une crise cardiaque le 23 janvier 1999. Une rumeur persistante veut qu'il soit mort durant le tournage d'un film pornographique dans son domicile romain.

### Un cinéaste contesté
Joe D'Amato est souvent considéré comme un maître du cinéma d'exploitation.
Le contenu choquant de nombre de ses œuvres (l'un de ses Emanuelle, Viol sous les tropiques, est un film érotique sur fond de cannibalisme) et sa propension à se faire de la publicité (dans son film Anthropophagus apparait ce que beaucoup ont pris pour un véritable fœtus humain, rumeur que d'Amato a lui-même propagée pour gagner en notoriété) font que D'Amato a souvent été censuré en Europe. Pour pouvoir néanmoins continuer à diffuser ses films, il utilisa énormément de pseudonymes différents, allant même jusqu'à signer un script d'un nom féminin.
Le fait que d'Amato soit plus attiré par l'argent que par les mérites de ses œuvres apparaît dans plusieurs de ses films :
- Un de ses premiers films, un western sur un cow-boy vengeur intitulé Pour quelques milliers de dollars par jour fut réalisé quelques mois seulement après le succès du film de Sergio Leone, Et pour quelques dollars de plus.
- En 1981, il réalise Caligula 2 qui est présenté comme la suite du Caligula sorti en 1979, allant même jusqu'à utiliser une affiche similaire.
- Quelques mois seulement après la sortie de Conan le Barbare en 1982, il écrit et réalise Ator l'invincibile, l'histoire d'un barbare scandinave combattant des monstres fantastiques pour libérer sa bien-aimée. Deux ans plus tard, lors de la sortie de Conan le Destructeur, il réalise rapidement Ator l'invincibile 2. Celui-ci ressemble fortement à Conan mais contient également des extraits volés de différents films, tels que Quand les aigles attaquent (1968). Enfin, quand peu de temps après il est annoncé qu'il n'y aura pas de suite à Conan le destructeur, d'Amato annonce qu'il n'y aura pas non plus de suite à son film.
- Joe d'Amato se tourne aussi énormément vers le cinéma X. Il a déjà mélangé l'horreur et le X avec de nombreux films comme Porno holocaust.
- Ses films les plus controversés sont Antropophagus, pour une scène d'auto-cannibalisme ultra-choquante, et Blue Holocaust, film sur la nécrophilie. Ces films ont traumatisé de nombreuses personnes et ont rendu Joe d'Amato célèbre en le rangeant dans les « maîtres de l'horreur. »

## Filmographie

### Comme réalisateur

#### Années 1970
- 1972 : Sollazzevoli storie di mogli gaudenti e mariti penitenti - Decameron nº 69 (it) (signé Romano Gastaldi)
- 1972 : Planque-toi minable, Trinita arrive (Scansati... a Trinità arriva Eldorado)
- 1972 : Le Colt était son dieu (La colt era il suo Dio) (coréalisé avec Luigi Batzella)
- 1972 : Un tueur à gages à Trinita (Un Bounty killer a Trinità)
- 1973 : L'Enfer des héros (Eroi all'inferno) (signé Michael Wotruba)
- 1973 : La mort a souri à l'assassin (La morte ha sorriso all'assassino) (signé Aristide Massaccesi)
- 1973 : Les Contes pervers (Novelle licenziose di vergini vogliose) (signé Michael Wotruba)
- 1973 : Les Vierges de la pleine lune (Il plenilunio delle vergini) (coréalisé avec Luigi Batzella)
- 1973 : Fra' Tazio da Velletri (it)
- 1973 : Pugni, pirati e karatè (signé Michael Wotruba)
- 1974 : Bill Cormack le fédéré (Giubbe rosse)
- 1974 : La Révolte des gladiatrices (La rivolta delle gladiatrici)
- 1975 : Emmanuelle et Françoise (Emanuelle e Françoise le sorelline)
- 1976 : Voto di castità
- 1976 : Emanuelle nera - Orient Reportage
- 1976 : Voluptueuse Laura (Eva nera)
- 1977 : Le Gynécologue de ces dames (it) (Il ginecologo della mutua)
- 1977 : Emanuelle in America
- 1977 : Emanuelle - perché violenza alle donne?
- 1977 : Viol sous les tropiques (Emanuelle e gli ultimi cannibali) (signé Aristide Massaccesi)
- 1977 : Le notti porno nel mondo (it)
- 1978 : Et mourir de plaisir (Papaya dei Caraibi)
- 1978 : Durs à mourir (Duri a morire)
- 1978 : Emanuelle et les filles de madame Claude (La via della prostituzione)
- 1978 : Follow Me, suivez-moi (Follie di notte)
- 1978 : Le notti porno nel mondo nº 2 (it)
- 1978 : Emanuelle e le porno notti nel mondo n.2 (it) (coréalisé avec Bruno Mattei)
- 1979 : Les Amours interdites d'une religieuse (Immagini di un convento)
- 1979 : Il porno shop della settima strada (it)
- 1979 : Blue Holocaust (Buio Omega)

#### Années 1980
- 1980 : Passions brûlantes (it) (Superclimax) (signé Alexandre Borsky)
- 1980 : Paradiso blu (it) (signé Anna Bergman)
- 1980 : Les Plaisirs d'Hélène (Orgasmo nero)
- 1980 : Hard Sensation
- 1980 : Symphonie érotique (it) (Blue Erotic Climax)
- 1980 : Le Sexe noir (Sesso nero)
- 1980 : Antropophagus
- 1980 : Porno Esotic Love
- 1980 : La Nuit fantastique des morts-vivants (Le notti erotiche dei morti vivanti)
- 1981 : Porno Holocaust
- 1981 : La voglia (it)
- 1981 : Filles sensuelles (it) (Bocca golosa) (signé Alexandre Borski)
- 1981 : Sesso acerbo (it)
- 1981 : Univers sexuel interdit (it) (Le ereditiere superporno)
- 1981 : Horrible (Rosso sangue) (signé Peter Newton)
- 1981 : Vierge... façon de parler (Caldo profumo di vergine)
- 1982 : Anno 2020 - I gladiatori del futuro (signé Kevin Mancuso)
- 1982 : Vierges s'abstenir (it) (Stretta e bagnata)
- 1982 : Caligula, la véritable histoire (Caligola : La storia mai raccontata) (signé David Hills)
- 1982 : Delizie erotiche (it)
- 1982 : Ator le Conquérant (Ator l'invincibile) (signé David Hills)
- 1983 : Love in Hong Kong
- 1983 : Le Gladiateur du futur (Endgame - Bronx lotta finale) (signé Steve Benson)
- 1983 : Una vergine per l'Impero Romano (signé Robert Hall)
- 1983 : Les Déchaînements pervers de Manuela (Il mondo perverso di Beatrice)
- 1983 : Messalina orgasmo imperiale (it) (signé O.J. Clarke)
- 1984 : La Retape (L'alcova)
- 1984 : Ator 2 - L'invincibile Orion (signé David Hills)
- 1985 : La Femme pervertie (Il piacere)
- 1986 : La Fille aux bas nylon (Voglia di guardare)
- 1986 : Undici giorni, undici notti (it)
- 1986 : On l'appelle sœur Désir (La monaca del peccato) (signé Dario Donati)
- 1986 : Lussuria (it)
- 1987 : Esclave des sens (it) (Pomeriggio caldo)
- 1987 : L'Attaque des morts-vivants (Killing Birds)
- 1987 : Delizia (it)
- 1988 : Top Model (it)
- 1988 : Amore sporco (Dirty Love)
- 1989 : Deep Blood (Sangue negli abissi) (signé Raf Donato)
- 1989 : Les Portes du pouvoir (it) (High Finance Woman)
- 1989 : Any Time Any Play (it)
- 1989 : Blue Angel Cafe (it)

#### Années 1990
- 1990 : Undici giorni, undici notti 2
- 1990 : L'Épée du Saint-Graal (Quest for the Mighty Sword) (signé David Hills)
- 1990 : Il fiore della passione (it)
- 1990 : Passi caldi (signé Gerry Lively)
- 1990 : Contamination .7 (it) (signé David Hills)
- 1991 : Ritorno dalla morte (signé David Hills)
- 1991 : Ossessione fatale (it)
- 1991 : La donna di una sera
- 1991 : Il diavolo nella carne
- 1992 : Una tenera storia
- 1992 : Il segreto di una donna (it)
- 1992 : Sul filo del rasoio
- 1992 : Goduria anale
- 1992 : Ritorno dalla morte - Frankenstein 2000 (it)
- 1993 : Rosa (signé Alexandre Borsky)
- 1993 : Il labirinto dei sensi (it)
- 1993 : Chinese Kamasutra (it) (signé Chang Lee Sun)
- 1993 : The Erotic Adventures of Aladdin X (it)
- 1993 : I racconti della camera rossa (it) (signé Robert Yip)
- 1994 : Tharzan - La vera storia del figlio della giungla (it)
- 1994 : Fantasmi al castello (coréalisé avec Luca Damiano)
- 1994 : Le casalinghe p... gli stalloni (signé Una Pierre)
- 1994 : China and Sex (it) (signé Robert Yip)
- 1994 : La casa del piacere (it)
- 1995 : Some Like It Hard (Capone)
- 1995 : Provocation
- 1995 : Passione travolgente a Venezia (it)
- 1995 : Paprika
- 1995 : Operation Sex
- 1995 : Marquis de Sade (Il marchese De Sade - Oltre ogni perversione)
- 1995 : Marco Polo - La storia mai raccontata (it)
- 1995 : Homo Erectus
- 1995 : Gangland Bangers
- 1995 : Fuga di mezzanotte (it)
- 1995 : Dr. Rocco et m. Sodo
- 1995 : Don Salvatore - L'ultimo siciliano (it)
- 1995 : Colpo dell'anno
- 1995 : Caligola: Follia del potere (signé Raf De Palma)
- 1995 : Il barone von Masoch
- 1995 : Le bambole del führer
- 1995 : Amadeus Mozart [1]
- 1995 : Adolescenza
- 1995 : Le 120 giornate di Sodoma
- 1996 : Wild East
- 1996 : Virility
- 1996 : The VeneXiana (signé Michael Di Caprio)
- 1996 : Top Girl (signé Andrea Massai)
- 1996 : Robin Hood: Thief of Wives (Robin Hood: The Sex Legend)
- 1996 : Puberty (Dreams of a Cuntry Girl)
- 1996 : Primal Instinct
- 1996 : Le porcone volanti (signé John Bird)
- 1996 : Penitenziario femminile
- 1996 : Il monaco
- 1996 : Messalina
- 1996 : Ladrón de amor
- 1996 : Kamasutra
- 1996 : The Joy Club
- 1996 : Gypsy Seduction
- 1996 : Giulietta e Romeo
- 1996 : Flamenco Ecstasy
- 1996 : Dangerous
- 1996 : Daisy & Louise
- 1996 : Checkmate
- 1996 : Carmen (Carmen - La zoccola spagnola)
- 1996 : Antonio e Cleopatra
- 1996 : Anal Palace
- 1996 : Amore & Psiche (E-r-o-s: The God of Passion/Love and Psyche)
- 1996 : All Grown Up
- 1996 : Afrodite (signé Raf De Palma)
- 1996 : A cena con le amiche
- 1996 : Sea, Sex & Fun
- 1997 : Strip-tease
- 1997 : Le stagioni di Bel
- 1997 : Sodoma & Gomorra
- 1997 : Rudolph Valentino
- 1997 : La regina degli elefanti
- 1997 : Peccati di gola
- 1997 : Othello 2000
- 1997 : Nerone, perversione dell'impero (signé Raf De Palma)
- 1997 : I misteri dell'Eros
- 1997 : La iena
- 1997 : Die Hure des Panthers
- 1997 : Hamlet
- 1997 : Goya and the Naked Maja
- 1997 : Caligola: Follia del potere (signé Joe De Mato)
- 1997 : All the President's Women
- 1997 : Afrodite: La dea dell'amore
- 1997 : Anal Perversions of Lolita
- 1997 : Forbidden Diary of the Two Princesses
- 1997 : Raw and Naked
- 1998 : Tarzhard
- 1998 : Selen nell'Isola del tesoro
- 1998 : Samson in the Amazon's Land
- 1998 : Sahara
- 1998 : Rocco et les sex mercenaires (Rocco e i magnifici 7)
- 1998 : Prima e dopo la cura
- 1998 : I predatori della verginità perduta
- 1998 : La maschera di ferro
- 1998 : Initiation of Belle
- 1998 : Hell's Angel
- 1998 : Il fantasma
- 1998 : Experiences
- 1998 : Eternal Desire
- 1998 : Elixir (signé Joe d'Amato)
- 1998 : Donna Flor
- 1998 : I predatori delle Antille (it) (signé David Hills)
- 1998 : Crema batida
- 1998 : Le Combat des chefs (Rocco lo stallone italiano)
- 1998 : Capricci anali
- 1998 : Calde libra - No limit
- 1998 : As Aventuras sexuals de Ulysses
- 1998 : Anima ribelle
- 1998 : Showgirl
- 1999 : Vicende intime 2
- 1999 : Torero
- 1999 : Prague Exposed
- 1999 : Experiencias eroticas (Vicende intime 1)
- 1999 : Calamity Jane
- 1999 : Rocco e i mercenari

#### Années 2000
- 2000 : Diabolique (signé Michael Di Caprio)
- 2002 : Harem 2000
- 2003 : Sperma Spende
- 2005 : Le fatiche erotiche di Ercole

### Comme directeur de la photographie
- 1972 : Mais... qu'avez vous fait à Solange ? (Cosa avete fatto a Solange?) de Massimo Dallamano
- 1972 : Dernier appel (L'assassino... è al telefono) d'Alberto De Martino
- 1973 : Le Conseiller (Il consigliori) d'Alberto De Martino
- 1973 : Les Vierges de la pleine lune (Il plenilunio delle vergini) de Luigi Batzella
- 1973 : L'Homme aux nerfs d'acier (Dio, sei proprio un padreterno!) de Michele Lupo
- 1974 : La Révolte des gladiatrices (The Arena), de Steve Carver
- 1974 : Brigitte, Laura, Ursula, Monica, Raquel, Litz, Maria, Florinda, Barbara, Claudia e Sofia, le chiamo tutte "anima mia" de Mauro Ivaldi
- 1976 : Spécial Magnum (Una Magnum Special per Tony Saitta) de Alberto de Martino
- 1983 : 2020 Texas Gladiators (Anno 2020 - I gladiatori del futuro)

### Comme acteur
- 1964 : Les Cavaliers rouges (Old Shatterhand) de Hugo Fregonese : Colonel Hunter
- 1972 : Mais... qu'avez vous fait à Solange ? (Cosa avete fatto a Solange?) de Massimo Dallamano : Un passant dans le parc (non crédité)

## Quelques-uns de ses pseudonymes
| - Sarah Asproon - Donna Aubert - Stephen Benson - Steve Benson - Anna Bergman - John Bird - Alexandre Borski - Alexandre Borsky - James Burke - Lee Castle - Lynn Clark - O.J. Clarke - Hugo Clevers - Joe De Mato - Michael Di Caprio - Dario Donati | - Romano Gastaldi - Robert Hall - Richard Haller - David Hills - Igor Horwess - George Hudson - Gerry Lively - Kevin Mancuso - A. Massaccesi - Aristice Massaccesi - Aristide Massaccesi - Arizona Massachuset - Andrea Massai - J. Metheus - Peter Newton | - Una Pierre - Zak Roberts - Tom Salima - John Shadow - Federico Slonisco - Frederick Slonisco - Fédérico Slonisco - Dan Slonisko - Frederick Slonisko - Frederico Slonisko - Frederic Slonisko - Frederiko Slonisko - Fred Slonisko - Chana Lee Sun - Chang Lee Sun - Michael Wotruba - Robert Yip |